# Aurélie Bambuck
Pour les articles homonymes, voir Bambuck.
Aurélie Bambuck, née le 11 février 1978 dans le Val-de-Marne (France), est une journaliste de radio et de télévision française.

## Biographie

### Famille
Aurélie Bambuck est née en 1978 dans le Val-de-Marne (France), d’un père guadeloupéen, Roger Bambuck, ancien athlète et secrétaire d'État, et d’une mère martiniquaise, Ghislaine Barnay.

### Formation et débuts professionnels
Titulaire d'une maîtrise de géographie à la Sorbonne, Aurélie Bambuck travaille d'abord pour la Cinquième, France 3 et Télé-cité avant de rejoindre RFO. Elle travaillera également pour France 5.

### Radio
De janvier 2007 à août 2010, Aurélie Bambuck est journaliste au service culturel de la rédaction de France Inter où elle est notamment spécialiste de la bande dessinée et de la musique.
À compter de janvier 2012, elle présente le journal de 6 h 30 et le journal des sports dans les matinales du week-end de France Inter.
En avril 2014, elle quitte France Inter pour l'antenne de France Bleu Gironde.

### Télévision
Aurélie Bambuck présentera plusieurs émissions sur France Ô dont :
- Couleurs sport, émission sportive à partir d'octobre 2003[1] ;
- Jôz !, émission culturelle à partir de mars 2007[2].

À partir de septembre 2017, elle présente "Plein-Phare" une quotidienne sur France 3 Nouvelle-Aquitaine